# Maccabi Tel Aviv B.C. 2011-2012
Questa voce raccoglie le informazioni riguardanti il Maccabi Tel Aviv B.C. nelle competizioni ufficiali della stagione 2011-2012.

## Stagione
La stagione 2011-2012 del Maccabi Tel Aviv B.C. è la 58ª nel massimo campionato israeliano di pallacanestro, la Ligat ha'Al.

## Roster
Aggiornato al 14 luglio 2021
| Maccabi Electra Tel Aviv 2011-12 | Maccabi Electra Tel Aviv 2011-12 |
| Giocatori                        | Staff tecnico                    |
| -------------------------------- | -------------------------------- |

| N. | Naz.                                        | Ruolo | Nome                    | Anno | Alt.   | Peso   |  |
| -- | ------------------------------------------- | ----- | ----------------------- | ---- | ------ | ------ |  |
| 4  | Grecia (bandiera)                           | P     | Theodōros Papaloukas    | 1977 | 200 cm | 102 kg |  |
| 5  | Stati Uniti (bandiera)                      | AG    | Richard Hendrix         | 1986 | 205 cm | 113 kg |  |
| 6  | Stati Uniti (bandiera)                      | G     | Devin Smith             | 1983 | 198 cm | 101 kg |  |
| 7  | Stati Uniti (bandiera) · Israele (bandiera) | AG    | David Blu               | 1980 | 201 cm | 109 kg |  |
| 8  | Israele (bandiera)                          | A     | Lior Eliyahu            | 1985 | 205 cm | 102 kg |  |
| 9  | Stati Uniti (bandiera) · Israele (bandiera) | P     | Jordan Farmar           | 1986 | 188 cm | 81 kg  |  |
| 9  | Stati Uniti (bandiera)                      | P     | Demond Mallet           | 1978 | 185 cm | 88 kg  |  |
| 10 | Israele (bandiera)                          | AP    | Guy Pnini               | 1983 | 201 cm | 97 kg  |  |
| 11 | Israele (bandiera)                          | G     | Tal Burstein (C)        | 1980 | 198 cm | 95 kg  |  |
| 12 | Israele (bandiera)                          | PG    | Yogev Ohayon            | 1987 | 189 cm | 86 kg  |  |
| 13 | Israele (bandiera)                          | P     | Alon Stein              | 1978 | 188 cm |        |  |
| 14 | Stati Uniti (bandiera) · Israele (bandiera) | G     | Jon Scheyer             | 1987 | 196 cm | 86 kg  |  |
| 14 | Israele (bandiera)                          | C     | Idan Zalmanson          | 1995 | 206 cm | 103 kg |  |
| 15 | Guyana (bandiera)                           | C     | Shawn James             | 1983 | 208 cm | 102 kg |  |
| 21 | Grecia (bandiera)                           | C     | Sofoklīs Schortsianitīs | 1985 | 206 cm | 150 kg |  |
| 22 | Stati Uniti (bandiera)                      | G     | Keith Langford          | 1983 | 193 cm | 90 kg  |  |

| Allenatore                                                                          |
| - / David Blatt                                                                     |
| Assistente/i                                                                        |
| - Guy Goodes - / Derrick Sharp Legenda - (C) Capitano - (IN) Inattivo - Infortunato |

## Mercato

### Sessione estiva
| Acquisti | Acquisti             | Acquisti       | Acquisti      | Acquisti |
| R.       | Nome                 | da             | Modalità      |          |
| -------- | -------------------- | -------------- | ------------- | -------- |
| P        | Alon Stein           | Free agent     | definitivo    |          |
| P        | Theodōros Papaloukas | Olympiakos     | definitivo    |          |
| C        | Shawn James          | Bnei HaSharon  | definitivo    |          |
| G        | Jon Scheyer          | R.G.V. Vipers  | definitivo    |          |
| PG       | Yogev Ohayon         | H. Gerusalemme | definitivo    |          |
| G        | Devin Smith          | Pall. Treviso  | definitivo    |          |
| P        | Jordan Farmar        | N.J. Nets      | definitivo    |          |
| AG       | Elishay Kadir        | Maccabi Haifa  | fine prestito |          |
| C        | Jeff Foote           | Melilla        | fine prestito |          |

| Cessioni | Cessioni        | Cessioni       | Cessioni       | Cessioni |
| R.       | Nome            | a              | Modalità       |          |
| -------- | --------------- | -------------- | -------------- | -------- |
| P        | Doron Perkins   | Free agent     | fine contratto |          |
| AG       | Milan Mačvan    | Partizan       | prestito       |          |
| C        | Jeff Foote      | Zielona Góra   | rescissione    |          |
| AP       | Chuck Eidson    | Barcellona     | fine contratto |          |
| P        | Jeremy Pargo    | Free agent     | rescissione    |          |
| G        | Derrick Sharp   |                | ritirato       |          |
| AG       | Elishay Kadir   | H. Gerusalemme | rescissione    |          |
| C        | Yaniv Green     | Teramo Basket  | fine contratto |          |
| AG       | Sean Labanowski | Maccabi Haifa  | fine contratto |          |

### Dopo l'inizio della stagione
| Acquisti | Acquisti       | Acquisti         | Acquisti         | Acquisti   |
| R.       | Nome           | da               | Data             | Modalità   |
| -------- | -------------- | ---------------- | ---------------- | ---------- |
| G        | Keith Langford | Chimki           | 21 ottobre 2011  | definitivo |
| P        | Demond Mallet  | Spirou Charleroi | 22 dicembre 2011 | definitivo |

| Cessioni | Cessioni      | Cessioni         | Cessioni        | Cessioni       |
| R.       | Nome          | a                | Data            | Modalità       |
| -------- | ------------- | ---------------- | --------------- | -------------- |
| P        | Jordan Farmar | N.J. Nets        | 6 dicembre 2011 | fine contratto |
| G        | Jon Scheyer   | Free agent       | 18 marzo 2012   | rescissione    |
| P        | Demond Mallet | Spirou Charleroi | 10 aprile 2012  | rescissione    |